# Francis Herbert Wenham
Francis Herbert Wenham (Kensington, 1824-1908) fue un ingeniero marino británico que estudió los problemas del vuelo tripulado.

## Contribución a la aeronáutica
Es famoso por un ensayo presentado ante la Royal Aeronautical Society de Londres en 1866. El informe de Wenham, "Locomoción aérea", fue publicado en la revista de la Sociedad y reimpreso en las publicaciones aeronáuticas ampliamente distribuidos en la década de 1890, incluyendo "Progresos en máquinas voladoras" de Octave Chanute. En este documento Wenham introdujo la idea de alas superpuestas en una máquina voladora, un concepto que probó en 1858 con un planeador multiala que no llegó a volar. En 1866 patentó el diseño, que se convirtió en la base de los biplanos, triplanos y multiplanos que planearon en la década de 1890 así como de los aviones de las primeras décadas del siglo XX. Su idea se basaba en aumentar el área aerodinámica para generar una mayor sustentación con longitudes de ala menores. De esa forma, se evitaban problemas estructurales debidas a una excesiva flecha.
Según algunas fuentes John Stringfellow fue influenciado por la obra de Wenham o puede que incluso por su comunicación personal al crear su modelo de avión triplano con motor de vapor que fue mostrado públicamente en la exposición internacional del Palacio de Cristal en el año 1868.
Wenham probó por primera vez las alas superpuestas en 1866 con un modelo que se asemejaba a una persiana veneciana, al que siguieron varias variantes. Tuvo éxito, por lo que decidió construir una máquina que podría llevar un hombre. La probó en la noche en medio de una fuerte brisa. Sin embargo, hasta a él le sorprendió, cuando, como él escribió, "Una ráfaga repentina alcanzó el experimentador, que se llevó a cierta distancia de la tierra." Un intento de volar en monoplano de ese mismo año fue infructuoso.
En 1871 Wenham y su colega John Browning diseñaron y construyeron lo que probablemente fue el primer túnel de viento del mundo. Sus experimentos mostraron que las altas alas largas y estrechas tenían una mejor relación entre las fuerzas de sustentación y arrastre que alas con cortas y gruesas a igualdad de área aerodinámica. Al escribir sobre su trabajo, Wenham podría haber sido el primer científico en utilizar la palabra "aeroplano".
El aviador Carroll Gray dice que el trabajo de Wenham puede haber sido una influencia importante en los hermanos Wright:

Es sorprendente observar que, al menos, cuatro elementos de diseño de vehículos aéreos importantes sugeridos por Wenham en 1866 se pueden ver en la serie de éxito planeadores Wright y en el 1903 Wright Flyer: 1) alas superpuestas, 2) soportes verticales entre las alas superpuestas , 3) la posición de decúbito prono del operador, como en el diseño de Wenham con alas superpuestas, y 4) que girando en vuelo debería llevarse a cabo por medio de la generación de más elevación en un lado del vehículo aéreo que en el otro, en lugar de a través del uso de un simple timón. También es importante insistir en que el documento de Wenham "Locomoción Aérea" estaba disponible para Wilbur Wright (así como para Orville) en el "Aeronáutica anual" de 1895 que el Instituto Smithsoniano recomendó Wilbur Wright en junio de 1899 (junto a más material de lectura sobre  aeronáutica), y que poco después obtuvo y leyó.

## Otros actividades
Wenham se dedicó a la aeronáutica en su "tiempo libre". En su carrera ordinaria diseñó motores marinos, propulsores de la nave, el gas y los motores de aire caliente y calderas de alta presión.
Wenham fue el hijo de un cirujano del ejército británico. Era también muy experto en el uso de los microscopios. Publicó numerosos artículos sobre el tema y soportes diseñados, lentes y prismas objetivos, fabricando algunos de sí mismo el último.